# 大羽黔蕨
大羽黔蕨（学名：Phanerophlebiopsis kweichowensis），为鳞毛蕨科黔蕨属下的一个植物种。其种加词“kweichowensis”意为“贵州的”。
现接受名为粗齿黔蕨（Arachniodes blinii (H.Lév.) Nakaike）。